# Clair Bee Coach of the Year Award
Il Clair Bee Coach of the Year Award è un premio cestistico istituito nel 1997 dalla NCAA Foundation e dalla Chip Hilton Sports e assegnato fino al 2011.
Intitolato alla memoria di Clair Bee (allenatore scomparso nel 1983 e membro del Naismith Memorial Basketball Hall of Fame) è stato conferito all'allenatore di NCAA Division I che maggiormente si è distinto in termini caratteriali e di professionalità nel corso della stagione.

## Albo d'oro
- 1997 - Clem Haskins,  Minnesota Golden Gophers
- 1998 - Jim Phelan,  MSM Mountaineers
- 1999 - Jim O'Brien,  Ohio State Buckeyes
- 2000 - Jim Boeheim,  Syracuse Orange
- 2001 - Lute Olson,  Arizona Wildcats
- 2002 - Bob Knight,  TTU Red Raiders
- 2003 - Tom Crean,  Marquette G. Eagles
- 2004 - Mike Krzyzewski,  Duke Blue Devils
- 2005 - Tom Izzo,  MSU Spartans
- 2006 - Jim Larrañaga,  G. Mason Patriots
- 2007 - Bo Ryan,  Wisconsin Badgers
- 2008 - Bob McKillop,  Davidson Wildcats
- 2009 - Mike Anderson,  Missouri Tigers
- 2010 - Steve Donahue,  Cornell Big Red
- 2011 - Brad Stevens,  Butler Bulldogs